# Ulopa brunneus
Ulopa brunneus är en insektsart som beskrevs av Singh-pruthi 1930. Ulopa brunneus ingår i släktet Ulopa och familjen dvärgstritar. Inga underarter finns listade i Catalogue of Life.